# Chorizema varium
Genre
Classification phylogénétique
Synonymes
- Chorisema varium Heynh. orth. var.
- Chorizema elegans A.Vilm. nom. inval., pro syn.
- Chorizema varia Paxton orth. var.
- Chorizema varium Benth. ex Lindl. nom. illeg., nom. superfl.
- Chorizema varium Paxton var. varium
- Chorozema varium Lindl. orth. var.

Chorizema varium, connu sous le nom anglais de Limestone pea, est une espèce de plantes à fleurs de la famille des Fabaceae (les légumineuses) originaire du sud-ouest de l'Australie-Occidentale.

## Publication originale
- Paxton J., 1839. Paxton's Magazine of Botany, and Register of Flowering Plants. London 6:115. Jun 1839; 6:175. Aug 1839.